# IPhone 4S
iPhone 4S è il quinto modello di smartphone della serie iPhone. Prodotto da Apple a partire dal 2011, è il successore del iPhone 4, molto simile nell'aspetto si differenzia per un hardware nettamente migliorato (come per la serie 3GS rispetto a 3G). La "S" maiuscola del nominativo sta a significare "Siri", un "assistente personale" basato sul riconoscimento vocale. 
Il telefono è fornito di processore dual-core Apple A5 (come l'iPad 2), include due fotocamere digitali (una principale e una frontale per videoconferenza), un lettore multimediale, e incorpora anche un navigatore GPS integrato, nell'applicazione nativa Mappe, tramite un dispositivo Assisted GPS compatibile con GLONASS. 
Oltre ai normali servizi di telefonia, quali chiamate, SMS e MMS, permette di utilizzare servizi come e-mail, navigazione web, Visual Voicemail e può gestire una connessione Wi-Fi. 
Come gli altri modelli, viene controllato dall'utente tramite uno schermo multi-touch, vari sensori di movimento del dispositivo (accelerometro e giroscopio), una tastiera virtuale, un pulsante per tornare al menu principale, due piccoli tasti per la regolazione del volume, uno per passare dallo stato di suoneria allo stato di vibrazione e uno per lo standby/spegnimento. L'interazione con l'utente è coadiuvata da un sensore di prossimità e un sensore di luce ambientale.

## Storia
Il prodotto è stato presentato da Tim Cook amministratore delegato della società, durante l'evento Let's talk iPhone il 4 ottobre 2011. Il dispositivo è in vendita dal 14 ottobre 2011 in USA, Regno Unito, Francia, Germania, Canada, Giappone e Australia; dal 28 ottobre è disponibile in altri 22 paesi, tra cui l'Italia.

### Ultimo iPhone dell'era Jobs
È stato l'ultimo iPhone presentato mentre era ancora in vita il cofondatore di Apple, Steve Jobs, morto proprio il giorno seguente la presentazione del dispositivo, il 5 ottobre 2011, a 56 anni in seguito ad un arresto respiratorio dovuto ad un attacco cardiaco, a Palo Alto, in California. Un significato poetico dato al 4S da molti blogger del panorama mondiale è iPhone for (4, ndr) Steve, iPhone per Steve, in onore del cofondatore di Apple.

### Successo commerciale
Nelle prime dodici ore in cui l'iPhone 4S è stato disponibile al preordine da AT&T è stato prenotato da più di 200 000 persone, tanto che i tempi di spedizione si sono allungati fino a due settimane. Dopo sole 24 ore i preordini totali sono arrivati a quota 1 milione.
Nel primo week-end iPhone 4S vende oltre 4 milioni di unità, oltre il doppio di quanto fatto segnare dal modello precedente.
Nel 2013, con l'uscita di iPhone 5c e iPhone 5s, è stato lasciato spazio negli store Apple anche per questo modello di iPhone, rendendolo tuttavia più economico (ciò non è stato effettuato ad esempio con l'iPhone 5c o 5s al momento dell'uscita dei modelli successivi). Questa operazione di Apple sottolinea il grande successo avuto da questo iPhone.

## Software
Come con i precedenti modelli di iPhone, l'iPhone 4S utilizza il sistema operativo mobile iOS, sviluppato da Apple. L'iPhone 4S è stato introdotto con il sistema operativo iOS 5, che include molte nuove funzionalità, tra cui la piena compatibilità con iCloud ed esclusivamente per quest'ultimo modello di iPhone un assistente vocale chiamato Siri. Durante il WWDC 2015 tenutosi a San Francisco l'8 giugno è stato confermato il supporto ad iOS 9, raggiungendo così cinque anni di supporto da quando è stato presentato nell'ottobre 2011 terminando il supporto con iOS 9.3.6.

## Hardware
| Colorazioni | Colorazioni | Colorazioni |
| Nome        | Nome        | Fronte      |
| ----------- | ----------- | ----------- |
|             | Nero        | Nero        |
|             | Bianco      | Bianco      |

- RAM 512 MB
- Processore Apple A5
- Sistema operativo iOS 5
- Vetro frontale del display e vetro posteriore in vetro alluminio silicato (stesso tipo di vetro utilizzato per i parabrezza di elicotteri e treni ad alta velocità)
- Rivestimento oleorepellente a prova di impronte su fronte e retro
- Multi-Touch widescreen da 3,5" (diagonale)
- Display Retina
- Display IPS 960 pixel × 640 pixel a 326 ppi (contrasto 800:1)
- UMTS/HSDPA/HSUPA (850, 900, 1 900, 2100 MHz)
- GSM/EDGE (850, 900, 1 800, 1 900 MHz)
- CDMA EV-DO Rev. A (800, 1 900 MHz)
- Wi-Fi 802.11b/g/n (802.11n solo a 2,4 GHz)
- Tecnologia wireless Bluetooth 4.0
- Flash drive da 8 GB, 16 GB, 32 GB o 64 GB (di cui 700 MB riservati ai file di sistema)
- Fotocamera;
  - Posteriore con obbiettivo luminoso da 8 megapixel CMOS con flash LED e autofocus "Tap to focus"[11] e stabilizzatore digitale per i video[12]
  - Frontale da 0,3 megapixel[13]
- Registrazione video Full HD (1080p) fino a 30 fotogrammi al secondo con audio
- Qualità foto e video VGA fino a 30 frame al secondo con la fotocamera frontale
- A-GPS e GLONASS
- Controlli vocali
- Bussola digitale
- Geotagging di foto e video
- Giroscopio a 3 assi
- Accelerometro a 3 assi
- Autonomia in standby: fino a 200 ore
- Dimensioni iPhone: 115,2 mm × 58,6 mm × 9,3 mm
- Massa: 140 g

L'antenna utilizzata sull'iPhone 4S è la stessa antenna utilizzata nell'iPhone 4 Verizon a partire dal febbraio 2011 per evitare il problema della perdita del segnale. Questo tipo di antenna porta ad avere i tasti del volume e della modalità silenziosa leggermente spostati verso il basso rispetto alla versione originale dell'iPhone 4.

### Schermo
Lo schermo misura 3,5 pollici e il display a cristalli liquidi ha una risoluzione di 960 × 640 pixel. Come per i precedenti iPhone, il vetro dell'iPhone 4S è antigraffio, multi-touch e rivestito di un materiale oleorepellente a prova di impronte. Il display dell'iPhone 4S è lo stesso, chiamato Retina Display, utilizzato dall'iPhone 4, con una densità di pixel di 326 PPI (pixel-per-inch, pixel per pollice). Come i modelli precedenti, l'iPhone 4S è dotato di un sensore di luce ambiente per regolare la luminosità dello schermo.

### Tasti fisici
Ci sono un totale di cinque comandi fisici, tra cui il pulsante Home sotto il display che riporta al menu principale, i due pulsanti del volume, l'interruttore Silenzioso sullo stesso lato e il pulsante accensione/stand-by nella parte superiore.

### Audio
L'iPhone 4S è dotato di un diffusore collocato in basso. I pulsanti del volume si trovano sul lato sinistro e il connettore per le cuffie si trova in alto sulla sinistra. Il livello del volume è stato notevolmente migliorato rispetto al predecessore iPhone 4.
La risposta in frequenza è: da 20 Hz a 20 000 Hz
L'iPhone 4s supporta questi formati audio: AAC (da 8 a 320 kbps), Protected AAC (da iTunes Store), HE-AAC, MP3 (da 8 a 320 kbps), MP3 VBR, Audible (formati 2, 3, 4, Audible Enhanced Audio, AAX e AAX+), Apple Lossless, AIFF e WAV.

### Alimentazione
L'iPhone 4s utilizza una batteria interna non rimovibile ai polimeri di Litio da 1430 mAh. Secondo i dati dichiarati da Apple, la batteria dell'iPhone 4s può durare 8 ore di conversazione sotto rete 3G, 14 ore sotto rete 2G (GSM), 10 ore di video, 40 ore di riproduzione audio e fino a 200 ore in standby.
Utilizzando internet la batteria dura 6 ore sotto rete 3G e fino a 9 ore sotto Wi-Fi.

### Memoria
L'iPhone era inizialmente disponibile in tre varianti: 16 GB, 32 GB o 64 GB. I dati vengono memorizzati su un disco flash e non vi è possibilità di espanderlo. Dal giorno 10 settembre 2013 è stata presentata una nuova versione a 8 GB mentre le versioni 16 GB, 32 GB, e 64 GB, sono uscite dal mercato.

### CPU e RAM
L'iPhone 4s monta il processore Apple A5, lo stesso dual-core dell'iPad 2, basato sull'architettura ARM prodotta da Samsung nel suo esemplare ARM-Cortex, ma limitato a 800 MHz.
L'iPhone 4s ha 512 MB di RAM, come il precedente iPhone 4.

## Controversie
- "Tonalità schermo": una parte di utenti ha segnalato una tonalità dello schermo troppo calda, tendente al giallo, scelta da Apple proprio per rendere i colori dello schermo più caldi e fedeli alla realtà.
- Spostamento dell'account da "MobileMe" a "iCloud": molti dei vecchi possessori di un account a pagamento sul servizio "MobileMe", che utilizzavano un indirizzo di posta elettronica differente da quello del proprio ID Apple, hanno rilevato problemi nel tentativo di spostare (ovvero consolidare) il proprio account a quello del nuovo servizio gratuito "iCloud"[14] Il problema che è legato alle procedure di registrazione del sistema operativo iOS 5.x sui server internet di Apple ID e ovviamente non relativo all'iPhone 4s, è stato comunque superabile con vari accorgimenti ed impostazioni[15].
- Comunicazioni radio e riconoscimento SIM: una parte di utenti con l'aggiornamento a iOS 5.x, ha riscontrato alcuni problemi di qualità nella comunicazione radio, mentre altri hanno notato difficoltà di riconoscimento della scheda SIM[16]; ovviamente il problema legato all'iOS 5.x non è relativo all'iPhone 4s, ma alla variazione dell'impostazione APN che permette di accedere alla rete dell'operatore. Questi problemi sono riemersi con l'OS 6.1, in particolar modo l'operatore Vodafone UK sconsiglia tale aggiornamento per questo dispositivo[17], problemi risolti con la release 6.1.1[18]
  - Connettività: gli utenti statunitensi di Verizon hanno riscontrato problemi legati alle connessioni con le relative reti dedicate, con rallentamenti o black-out di rete[14][19]
  - Comunicazioni impossibili: una parte di utenti Wind e di altri operatori, utilizzando iOS 5.01, lamentano l'impossibilità di connettersi con la rete mobile[20][21], anche se un'altra parte di utenti con le stesse identiche condizioni, comunica senza problemi avendo un altro tipo di contratto per il traffico dati.
  - Disturbi delle chiamate: dopo il minuto di conversazione si è verificato un disturbo della chiamata, se questa viene effettuata tramite le cuffiette[22][23]
  - APN reimpostato: gli utenti TIM con vecchi piani tariffari che hanno eseguito l'aggiornamento all'iOS 5.0.1 si sono visti modificare quest'impostazione con la conseguenza che il traffico transita su wap, non compreso in abbonamento per questi vecchi contratti, con addebito della spesa[24]; il problema che ovviamente non è relativo a iPhone 4s ma al software iOS 5.x o alle politiche aziendali di TIM, è comunque stato commentato da TIM come una modifica all'APN applicata correttamente secondo le proprie disposizioni ed addirittura si tratta di aggiornamento ufficiale obbligatorio TIM[25].
  - Servizio mail: durante l'effettuazione delle chiamate in rete 3G (tipo di rete che permette d'effettuare chiamate e trasmissioni dati in contemporanea) alcuni utenti non riescono a ricevere od inviare le mail[26], poiché l'applicazione mail se viene inavvertitamente lasciata in background va in pausa durante la chiamata. Naturalmente il problema è di natura software (in particolare sull'uso del software) e non legata all'hardware di iPhone 4s.
- Problemi software: con i primi terminali si sono visti diversi disguidi di questa natura, ovviamente non dovuti all'iPhone 4s ma appunto, al software;
  - Crash ricorrenti: durante l'uso del terminale una parte di utenti ha rilevato dei blocchi del sistema che obbligano al riavvio del dispositivo.[23]
  - App instabili: alcune delle prime app disponibili per l'iPhone 4s hanno dimostrato un'instabilità che ne compromettevano l'utilizzo e per tale motivo è stata rimossa la possibilità d'installare tale app sul dispositivo, per poi renderle di nuovo disponibile quando queste fossero state adeguatamente corrette[14], chiaramente il problema è riconducibile allo sviluppo specifico di alcune app di terze parti non completamente compatibili e/o integrate, che in seguito ad aggiornamenti vengono migliorate.
- Siri: l'assistente vocale nei primi giorni in cui il telefono era disponibile e per il suo stadio di sviluppo alla release beta, ha mostrato alcuni difetti.
  - Mancata risposta: se durante una richiesta si verifica l'assenza della rete dati non si ottiene una risposta dal telefono, anche dopo il ripristino della rete dati, ma risolvibili resettando l'applicazione.[14]
  - Argomenti tabù: tale applicazione nei primi mesi di utilizzo (sviluppo nello stato beta della prima release) non ha fornito risposte sempre corrette e in alcuni casi si è notato come eluda determinati argomenti, quali l'aborto, tale da spingere le associazioni quali NARAL Pro-Choice America Foundation e American Civil Liberties Union, ad appelli e petizioni affinché Siri possa essere un assistente vero e proprio più che un consigliere ed una guida morale.[27]
  - Sicurezza: si è notato come nei primi giorni d'utilizzo l'assistente vocale SIRI permettesse l'utilizzo delle funzioni di iPhone (ad es. invio mail o sms) senza richiedere la password con cui opzionalmente è possibile bloccarne l'uso[28], ma ciò era dovuto semplicemente ad una funzione presente in iPhone e malconfigurata da alcuni utenti poiché attraverso menu Settings/General/Passcode Lock era possibile impostare che SIRI restasse funzionante anche con blocco attivo o che non fosse funzionante quando attivo il blocco con password[29].
- Batteria: moltissimi utenti hanno riscontrato problemi legati ad una scarsa autonomia della batteria, causati come annunciato da Apple, da un bug di iOS 5[30][31]; il problema, dovuto alla prima release di iOS 5, si è attenuato con le release successive del sistema[32]. Tale problema si è riacuito dopo il rilascio dell'OS 6.1[17] e in particolar modo con l'aggiornamento 6.1.1[18].
- Autofocus disabilitato durante la videoregistrazione: con la prima versione del sistema operativo iOS 5 non era inclusa la funzione autofocus durante le videoriprese (su qualunque dispositivo iPhone), funzione presente nella precedente versione dell'iOS 4.3.3[33] e comunque presente su app di videoripresa di terze parti, in seguito tale funzione (mancanza non dovuta a problemi dell'iPhone 4s) è stata poi integrata.

I problemi di questo terminale e di altri di pari segmento sono stati analizzati dalla FixYa per poter analizzare quale problema si verifica maggiormente, nel caso dell'iPhone 4s il problema maggiore riguarda la batteria e a seguire la connessione Wi-Fi.